# Đồng Châu, Hưng Yên
Đồng Châu là một xã ven biển thuộc tỉnh Hưng Yên, Việt Nam.

## Địa lý
Xã Đồng Châu nằm ở phía đông của tỉnh Hưng Yên, có vị trí địa lý:
- Phía tây giáp xã Tiền Hải và xã Ái Quốc.
- Phía nam giáp xã Nam Cường.
- Phía đông giáp biển Đông.
- Phía bắc giáp xã Đông Tiền Hải.

## Lịch sử
Ngày 16 tháng 6 năm 2025, Ủy ban Thường vụ Quốc hội ban hành Nghị quyết số 1666/NQ-UBTVQH15 về việc sắp xếp các đơn vị hành chính cấp xã của tỉnh Hưng Yên năm 2025. Theo đó, sắp xếp toàn bộ diện tích tự nhiên, quy mô dân số của các xã Đông Hoàng (huyện Tiền Hải), Đông Cơ, Đông Lâm và Đông Minh thành xã mới có tên gọi là xã Đồng Châu.